# Viktoriiny vodopády
Viktoriiny vodopády nebo Mosi-oa-Tunya (anglicky Victoria Falls) jsou jedny z největších vodopádů na světě. Nacházejí se v jižní Africe na řece Zambezi na hranicích mezi Zambií a Zimbabwe a jsou zapsány do seznamu Světového dědictví.

## Historie
Vodopády byly objeveny 16. listopadu 1855 skotským cestovatelem Davidem Livingstonem a nazvány podle britské královny Viktorie. V roce 1875 je prozkoumal český cestovatel Emil Holub, který je autorem jejich první mapy, která vyšla v cestopise Sedm let v jižní Africe. Holub je také autorem první samostatné publikace o Viktoriiných vodopádech – útlého šestnáctistránkového sešitku The Victoria Falls - a few pages from a diary of Emil Holub, M. D. (…), který v roce 1879 vyšel v jihoafrickém městě Grahamastown (reprint v roce 2004).
Místní obyvatelstvo vodopád nazývá Mosi-oa-Tunya, což lze přeložit jako „voda, která hřmí“.

## Vodní režim
Šířka vodopádu je 1800 metrů. Voda padá dolů z útesu vysokého 120 m do úzkého (130 m) a hlubokého (140 m) kaňonu v čediči. Průtok v průběhu roku silně kolísá, přičemž v nejsušším období (listopad až únor) dosahuje přibližně tří procent maximálního průtoku; průměrný průtok je pak 1400 m³/s.

## Galerie

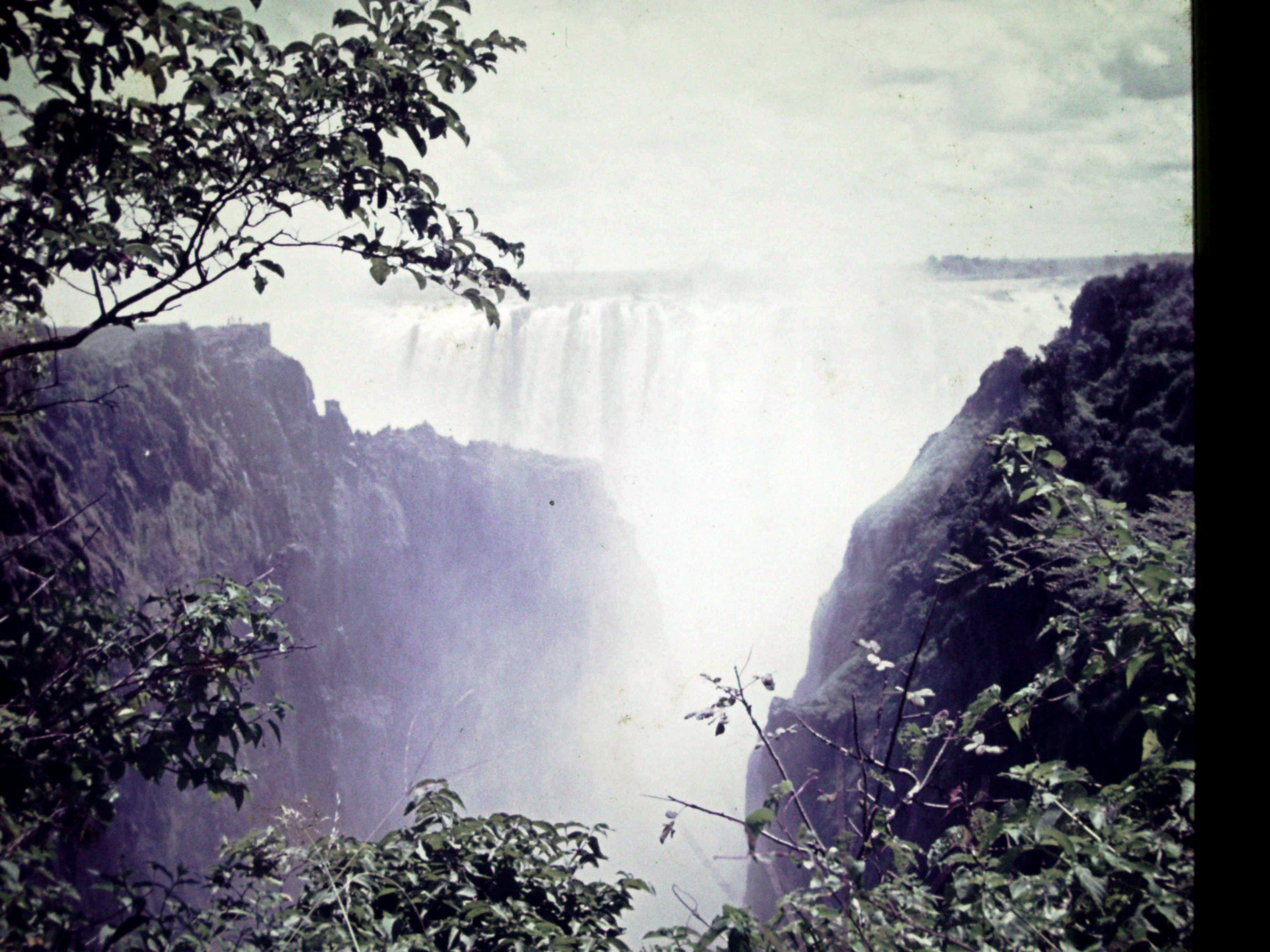
Viktoriiny vodopády (Mosi-oa-Tunya) mezi Zambií a Zimbabwe
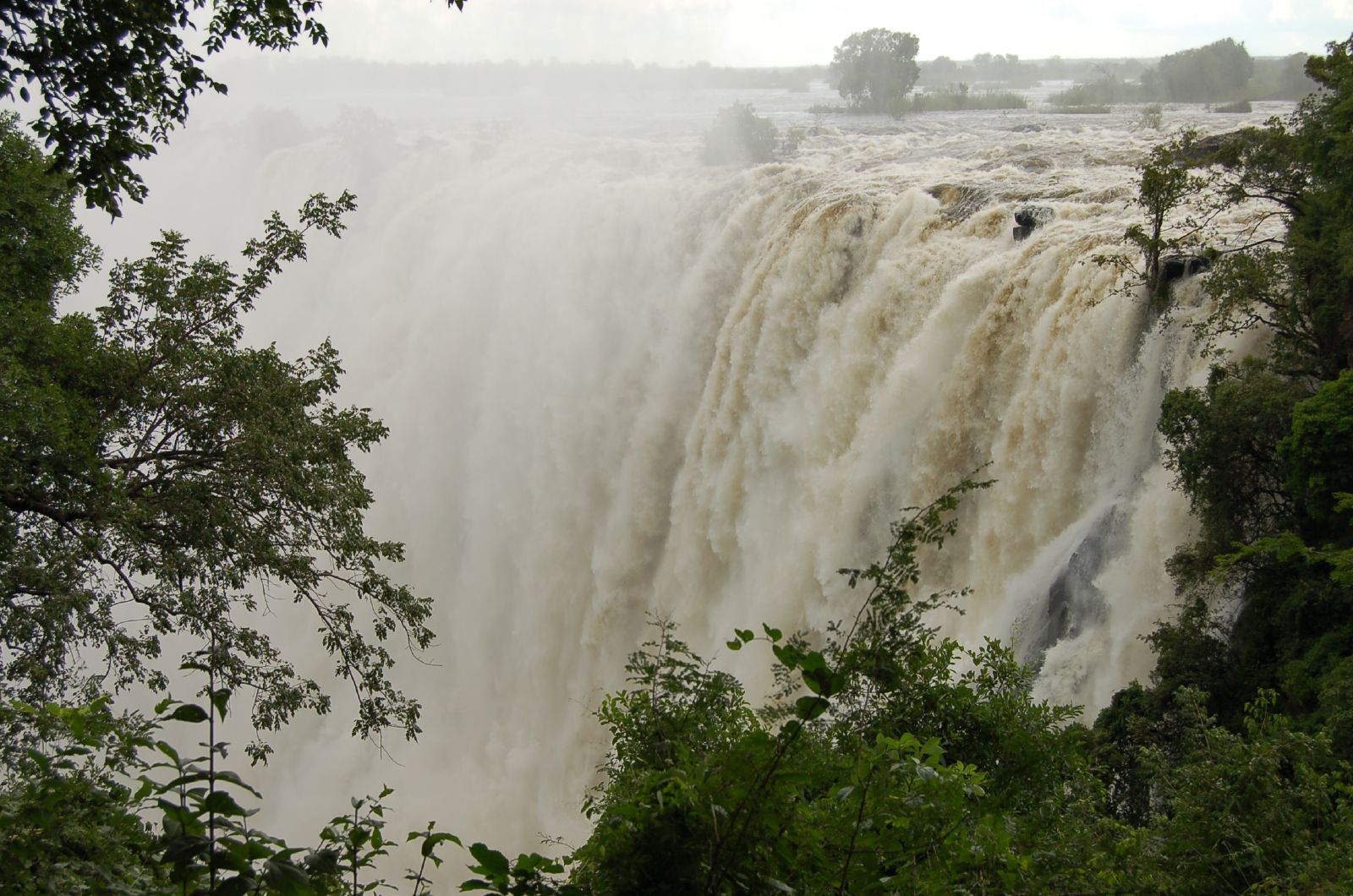
Viktoriiny vodopády, poklad jižní Afriky
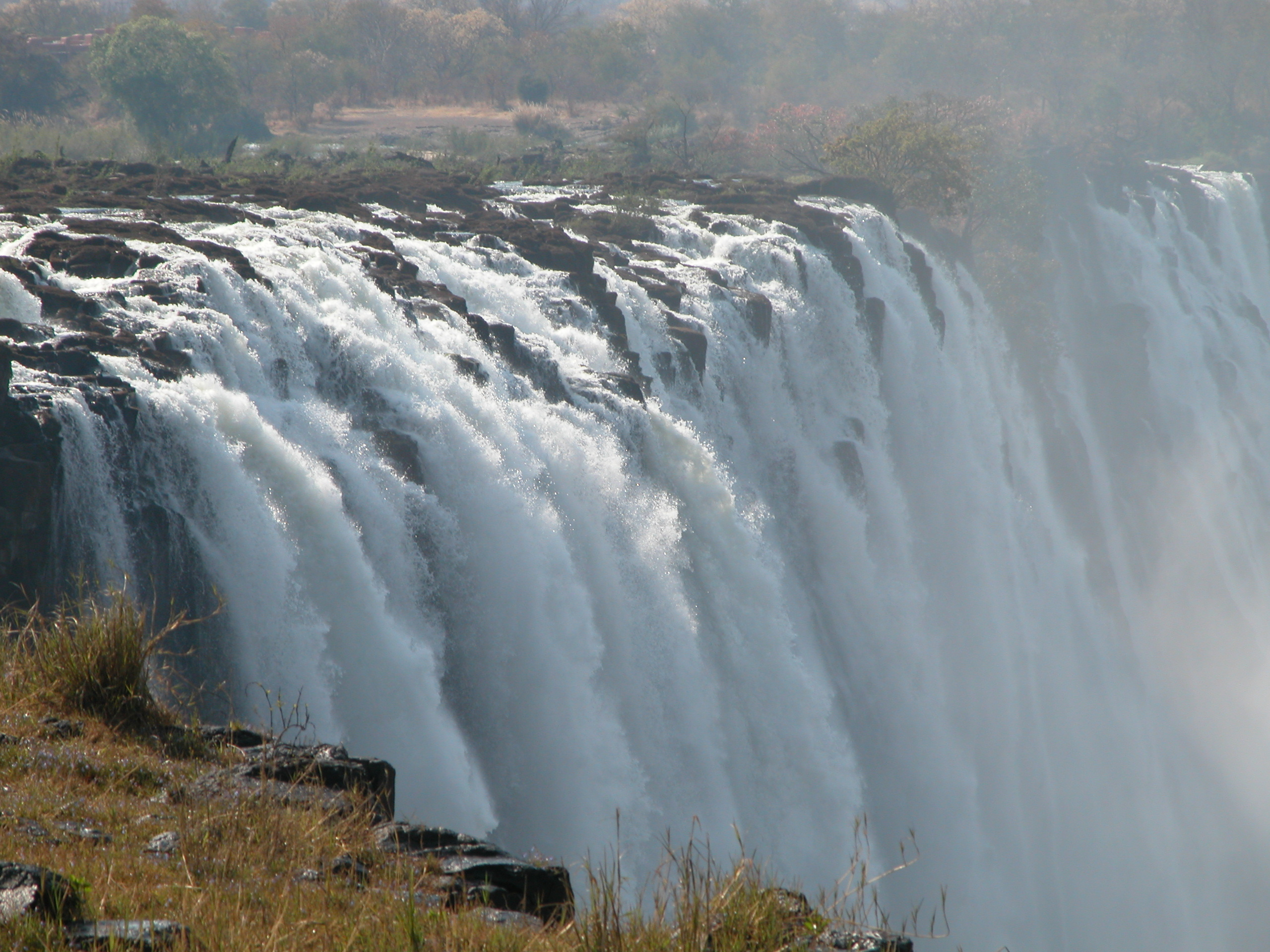
Kaskáda Viktoriiných vodopádů (2011)
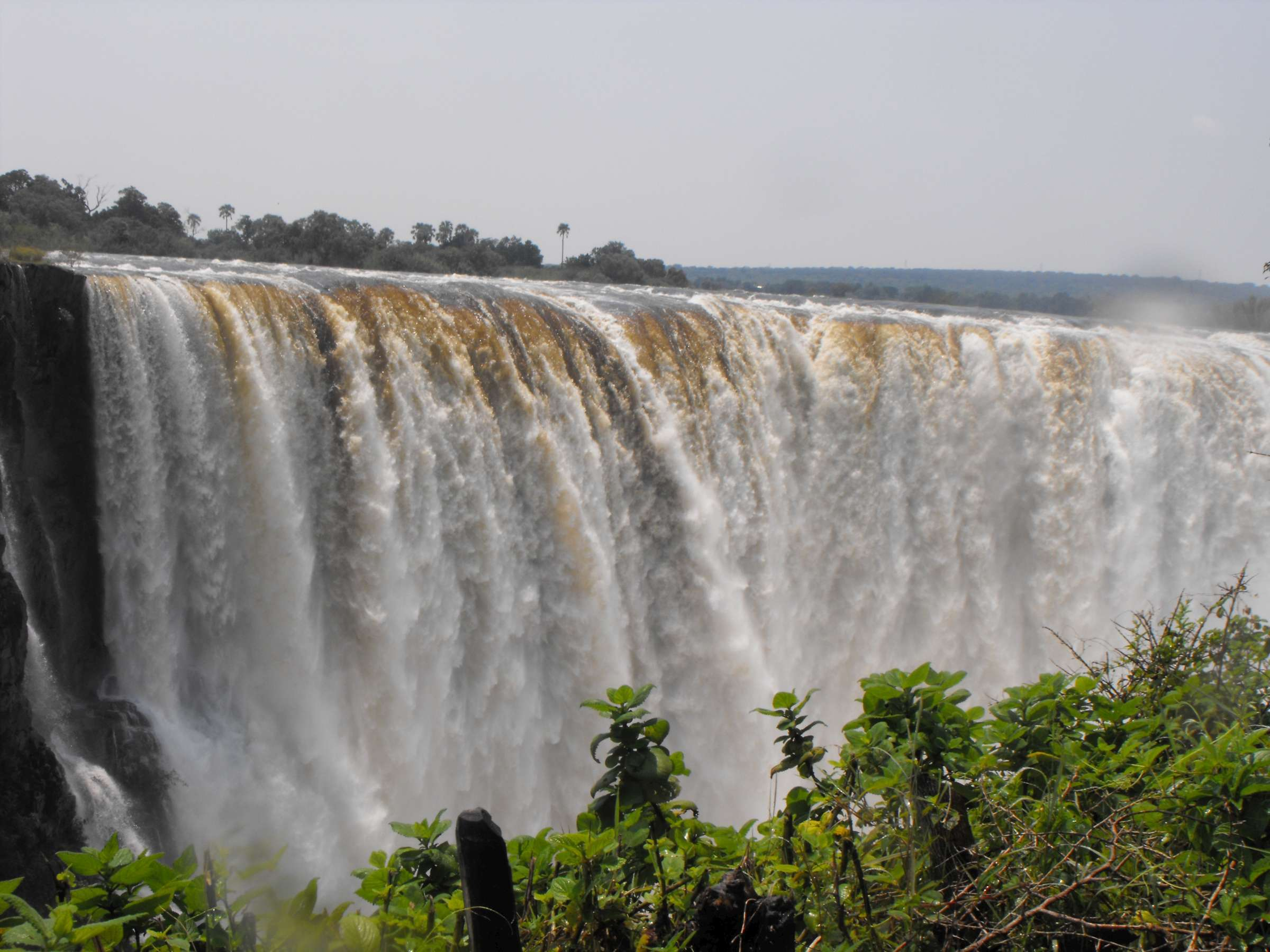
Viktoriiny vodopády, pohled z území Zimbabwe